# Ricardo Mellão
Ricardo Luís Mellão (São Paulo, 15 de agosto de 1985) é um advogado e político brasileiro. Formado em Direito pelo Universidade Presbiteriana Mackenzie, é especialista em Direito Administrativo e MBA em Gestão Pública.
Foi eleito deputado estadual em São Paulo em 2018, e como tal, foi autor junto ao seu colega de partido Sérgio Victor, do projeto de lei que instituiu o Código de Defesa do Empreendedor de São Paulo.
Além disso, fez fiscalização de obras paradas, foi autor de iniciativa para tentar barrar o aumento do IPVA de São Paulo em 2022 e redigiu um projeto assinado por 26 deputados que propunha a revogação da revisão de benefícios fiscais que gerou aumento de alíquotas de ICMS..  Em 2022, assumiu a liderança da bancada do NOVO na ALESP.   Seu gabinete não fez nenhum gasto.
Em 2022, concorreu ao Senado Federal por São Paulo afirmando que faria uma campanha na defesa de pautas como as reformas tributária e administrativa, o fim dos super-salários no serviço público, as privatizações e a prisão após condenação em segunda instância, além de outros temas . Em entrevista dada ao Estadão durante a campanha, Mellão afirmou também ser contra o aborto e a legalização das drogas.
Em 2024, se candidatou pela segunda vez à vereador por São Paulo, conseguindo mais de 10 mil votos, porém, não sendo eleito. Mellão ficou como Suplente.
É filho do ex-jornalista e político João Mellão Neto, ex-Ministro do Trabalho do governo Fernando Collor.

## Desempenho Eleitoral
| Ano  | Eleição                 | Partido | Candidato a       | Votos           | Resultado             |
| ---- | ----------------------- | ------- | ----------------- | --------------- | --------------------- |
| 2016 | Municipais em São Paulo | NOVO    | Vereador          | 12.664 (0,23%)  | Não Eleito (suplente) |
| 2018 | Estadual em São Paulo   | NOVO    | Deputado Estadual | 27.150 (0,13%)  | Eleito                |
| 2022 | Estadual em São Paulo   | NOVO    | Senador           | 311.321 (1,44%) | Não Eleito            |
| 2024 | Municipais em São Paulo | NOVO    | Vereador          | 10.574 (0,18%)  | Não Eleito (suplente) |